# Sant Joan de l'Erm

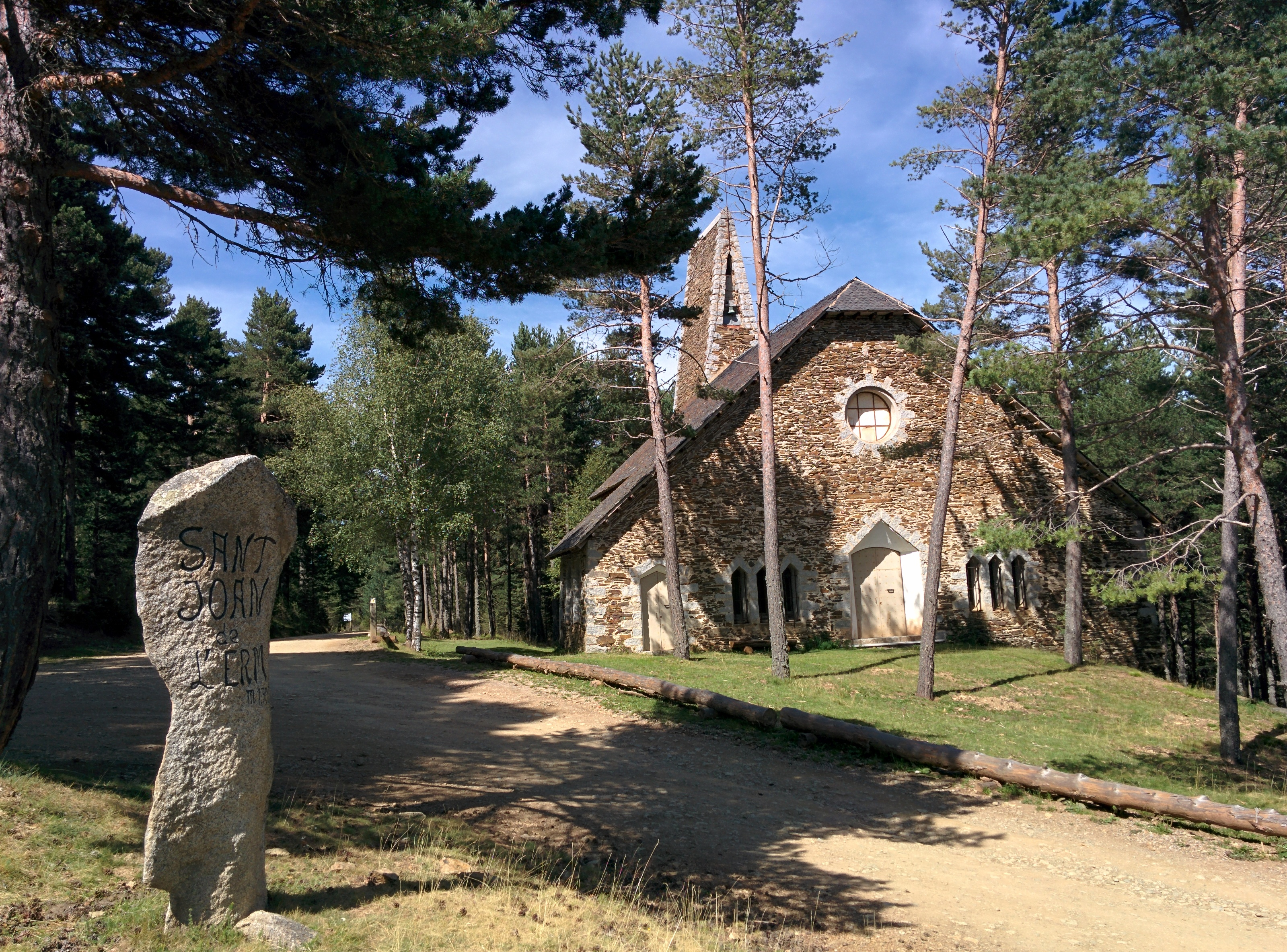
Ermita de Sant Joan de l'Erm Nuevo

Sant Joan de l'Erm o Sant Joan de l'Erm Nou es una ermita y una pista de esquí nórdico en el municipio de Montferrer Castellbó (España). En 1959 se inauguró un nuevo santuario, en la vertiente que mira hacia Castellbó, a 1.690 m de altura, cerca de la fuente del Bosque, junto a un bosque centenario de pinos y abetos, en sustitución del ruinoso edificio de Sant Joan de l'Erm Vell.

## La iglesia
Es un edificio moderno, obra del arquitecto Isidre Puig Boada, con tejado de doble vertiente, pronunciado, y un campanario triangular en la parte posterior. Unos 300 m detrás de capilla se halla el collado de la Basseta, en una extensa planicie de pinos adaptada para la acampada, con un chalet refugio de 80 plazas, abierto todo el año. En Sant Joan de l'Erm, cuya fiesta patronal son los días 28 y 29 de agosto, se celebra un aplec de sardanas el 24 de junio, día de San Juan.

## La estación de esquí
Desde principios de los setenta se ha instalado en esta zona la pista de esquí nórdico de Sant Joan de l'Erm. Situada en medio de bosques de pino rojo, pino negro y abetos de considerable tamaño, las pistas van desde los 1700 m de altitud en el refugio de la Basseta hasta los 2.050 m de Prat Montaner, desde donde se puede llegar hasta Port Ainé.
La estación abrió el año 1970. En total, tiene 50 km de pistas de esquí de fondo, repartidas según su dificultad en:
- Circuito verde: 7 km
- Circuito azul: 15 km
- Circuito negro: 2 km
- Circuito de skating: 18 km

La estación se encuentra en el parque natural del Alto Pirineo.